# الطريق الدائري الثالث طرابلس
الطريق الدائري الثالث هو طريق مزدوج في العاصمة طرابلس لم يكتمل مشروعه بسبب ثورة 17 فبراير 2011 وقد كانت الدولة الليبية تخطط لإنشائه عام 1986 إلى أن أتى الحصار وبدأ المشروع في يونيو 2008 بفتح مسارات للطريق يبلغ طوله حوالي 24 كم. توقف المشروع سنة 2011 بسبب الثورة الليبية.
وفي عام 2022 أعلن عن عودة الطريق الدائري الثالث للعمل وفي عام 2023 إنطلق العمل الفعلي به من جديد لأول مرة منذ 12 عاماً.

## مسار الطريق كالآتي
جزيرة السريع غوط الشعال - خلف منطقة الدريبي - خلف عمارات حي الأكواخ ما بين السراج والفلاح - يتوسط منطقة أبو سليم - أمام مسجد ابوشعالة الهضبة الخضراء - امام الحي الدبلوماسي - خلف حي الحداد صلاح الدين - جانب وخلف عمارات صلاح الدين  - طريق الشوك الفرناج في سوق الجمعة وعين زارة - منطقة السبعة في سوق الجمعة - يتقاطع مع طريق السبعة جنوب سوق الجمعة - يتقاطع مع الطريق السريع - امام مسجد سيدي يونس الغرارات سوق الجمعة - يتقاطع مع طريق عرادة سوق الجمعة - ثم يستمر حتى يحادي الجهة الغربية لقاعدة معتيقة حتى يتوقف أمام الجزيرة التي تقع أمام البوابة الرئيسية لقاعدة معيتيقة والتي تسمى المنقيط.

## توقف المشروع
توقف المشروع في يوم 17 فبراير 2011 بسبب الثورة الليبية وقد كانت الشركة الليبية البرازيلية هي التي تشرف عليه وقد كان من المفترض أن يفتح في يوم 24 ديسمبر 2011 ولكن هذا لم يحدث وانسحبت الشركة البرازيلية من ليبيا في يوم 20 فبراير 2011 وبقي المشروع متوقفًا منذ ذلك الحين بسبب انعدام الأمن وانتشار الفوضى في ليبيا.

## عودة المشروع
في 24 يناير 2022، أعلن رئيس الحكومة الليبية عبد الحميد الدبيبة مع رئيس المجلس الرئاسي الليبي الدكتور محمد المنفي عودة مشروع الطريق الدائري الثالث للعمل وذلك بالتعاون مع إئتلاف شركات قادمة من جمهورية مصر العربية، وفي 12 مارس 2023 إستلم إئتلاف الشركات المصرية موقع العمل وفي 11 أبريل من ذات العام بدأت شركة الخدمات العامة طرابلس بإزالة المخالفات والزوائد الغير قانونية التي تواجدت على مسار الطريق منها مباني ومنازل ودكاكين بنيت على مسار المشروع وبشكل مخالف وفي 6 سبتمبر من العام نفسه أيضاً، أعلنت الشركة الليبية العمرانية للتطوير والإنشاءات مع إئتلاف الشركات المصرية المكلفة بإستئناف بناء الطريق انطلاق العمل الفعلي على مشروع الطريق الدائري الثالث، ومن المتوقع أن ينتهى من المشروع كاملاً في عام 2024.